# مرت اوجال
مرت اوجال (انگلیسی: Mert Öcal؛ زادهٔ ۲۹ سپتامبر ۱۹۸۲) بازیگر، مدل (شخص)، بازیگر تلویزیون، و ورزشکار اهل ترکیه است. وی از سال ۲۰۰۴ میلادی تاکنون مشغول فعالیت بوده‌است.